# Девушка из Анцио
Девушка из Анцио (итал. La fanciulla di Anzio) — античная статуя, скульптура из мрамора высотой 170 см, была найдена в руинах древнеримской виллы императора Нерона вблизи города Анцио, в 70 км южнее Рима (в древности Antium). Хранится в Палаццо Массимо Национального музея в Риме.
Согласно одной из версий, является римской репликой древнегреческого оригинала из бронзы, возможно, скульптора Дойдалса; по другой представляет собой оригинал эллинистического времени неоаттической школы III в. до н. э..
Древнеримский историк Плиний Старший упоминал среди работ Фаниса, ученика скульптора Лисиппа, статую эпитиусы (др.-греч. επιθύουσα — «совершающая жертвоприношение»). Отсюда варианты названия этого произведения: Жрица, Предсказательница. Имя Фанис более нигде не упоминается; известен родосский скульптор Фаниас, однако по датам он не мог быть учеником Лисиппа. Тем не менее, Б. Р. Виппер, следуя западноевропейской скусствоведческой традиции, уверенно атрибутирует статую как произведение круга Лисиппа. Виппер также приводит красочный рассказ об обнаружении статуи: «Бурной декабрьской ночью море смыло кучу прибрежного мусора и обнаружило статую, стоявшую в нише. В 1909 году статуя за огромную сумму в 450 тысяч лир была приобретена итальянским правительством и теперь хранится в Музее Терм в Риме. Вокруг этой статуи разгорелся ожесточённый спор археологов: кого статуя изображает мужчину или женщину, оригинал ли она или копия и кто был её автором?».
Большинство исследователей считает, что оригинал был сделан из бронзы, а фигура изображает молодую жрицу (поводом для сомнений являются неразвитость груди и лицо подростка), вероятно, культа Диониса. На левой руке девушка держит плоский поднос, какой обычно применяли в Древней Греции при жертвоприношениях. На подносе — ветвь лаврового дерева, священная повязка и свиток. Также сохранились следы от ножек маленькой жаровни для жертвенных курений. «Очевидно, перед нами не простая жрица, а пророчица», — писал Виппер. «Мастер изумительно подобрал все черты, которые характеризуют это состояние духовного опьянения пророчицы, оторванной от всего мирского… Таким образом, мы видим, что и к проблеме женской статуи Лисипп и его школа подходят со своей жаждой индивидуального, характерного. Девушка из Анцио представляет собой как бы протест против красивой позы, изящества драпировок, культа женского тела. Для мастера этой статуи красота — в правдивости ситуации, в выразительности образа».